# Isuzu Oasis
Isuzu Oasis – minivan produkowany w ramach porozumienia pomiędzy firmami Isuzu oraz Honda w latach 1996-1999. To jedyny minivan w historii marki.
Dzięki porozumieniu Honda odkupiła modele Isuzu Rodeo oraz Trooper by sprzedawać je jako Honda Passport i Acura SLX, natomiast Isuzu odkupiło od Hondy modele Odyssey i Civic by sprzedawać je jako Isuzu Oasis i Isuzu Gemini. Ów minivan w wersji Isuzu był niemal identyczny, choć tańszy oraz posiadał dłuższy okres gwarancji. Jednak osiągał gorsze wyniki sprzedażowe, bowiem marka Honda jest o wiele bardziej znana. Oasis sprzedawany był w latach 1996-1999 w USA. Honda Odyssey została przestylizowana w 1999 roku, jednak Isuzu nie zdecydowało się również na taki krok i w ostatnim roku produkcji wprowadziło tylko drobne zmiany.